# Manuel da Silva Rosa
Manuel da Silva Rosa (Vila Valverde Madalena do Pico, Azores, 1961) es doctorado en Historia de las Islas y el Atlántico (siglos XV-XX) en la Universidad de las Azores, autor e historiador, que migró a Estados Unidos en 1973. Además de historiador, es también poeta, músico y productor y está involucrado en la planificación de los pasos de una carrera para revivir la ruta de retorno de Cristóbal Colón. fue uno de los miembros fundadores de la Asociación Cristovao Colón en Vilda de Cuba, Portugal y colaborador de los paneles y elementos del museo Centro Cristóbal Colón en Cuba. Actualmente vive en la ciudad de Durham, EUA.
Después de quince años de investigación científica sobre la vida de Cristóbal Colón, Silva Rosa publicó, en coautoría con Eric James Steele, / events_2006.htm 'O Mistério Colombo Revelado' (Lisboa: Ed Esquilo, 2006), después  'Colombo Português Novas Revelações' (Lisboa: Ed Esquilo, 2009) el último con Prefacio de Joaquim Verissimo Serrao y  'COLÓN, La Historia Nunca Contada' '. (Badajoz: Ed Esquilo, 2009) donde se aclaró factores de confusión e incluso contradictorios de la vida del Almirante y propone explicar a la luz de una política de secretismo practicado por la Corona portuguesa, en la persona de D. Juan II contra la Corona de Castilla, y en la que Colón habría sido un agente clave.
Según los autores, el libro muestra evidencia, entre otras cosas, que:
- El Testamento de 1498 es un fraude;
- La Santa María no se hundió;
- Fue su propósito y no por una tormenta que Colón entró en el Tajo en marzo de 1493;
- Colón no pudo haberse casado con Felipa Moniz, sin el permiso del propio rey;
- En realidad Colón siempre supo que no estaba dirigiéndose hacia India;
- Colón fue el navegante más experimentado en el Reino de Castilla;
- El escudo de armas utilizadas por el Almirante incluía ya las 5 anclas en 1492 y no pudo haber sido tomado a los fabricantes de telas lana de Génova.

Confirmando la veracidad de sus hipótesis, los autores presentan el original del Real Decreto firmado por la Reyes Católicos, que se encuentra en 2006, que se dibujan en las armas originales de Colón, con fecha de mayo / junio de 1493 los facsímiles de una carta secreta del rey Juan II para Colón en 1488 y un documento secreto del Vaticano II sobre el descubrimiento de las Canarias por Portugal en 1340 también son presentados, de primera mano.
La investigación que llevó a estos libros es lo suficientemente sólido como para contar con el apoyo de varios miembros de la comunidad científica, y constituye el primer trabajo lo suficientemente convincente como para poner en duda toda la teoría del origen genovés de Colón. El profesor Joaquim Verissimo Serrao exdecano de la Universidad de Lisboa y autor de quince volúmenes de la "Historia de Portugal", dijo que está plenamente de acuerdo con los hechos presentados en el libro.
Manuel Rosa fue el único historiador portugués que colaboró en los estudios de ADN hechos en la Universidad de Granada sobre Teoría Portuguesa y ha asistido a varias conferencias por invitación de las universidades portuguesas y extranjeras (incluyendo la Universidad de Duke), Ha sido entrevistado por BBC Radio y WNPR varios documentales en España y Polonia presentan sus conclusiones sobre la identidad portuguesas de Cristóbal Colón.
Rosa ha aconsejado a la UNESCO y al Gobierno de Haití sobre el supuesto descubrimiento de la nave Santa María, la información hizo que el Ministerio de Cultura de Haití suspendese la exploración del sitio y de rechazar la propuesta de Barry Clifford.

## Libros publicados
- O Mistério Colombo Revelado, Ésquilo, Portugal, 2006 (ISBN-13: 978-9728605865)
- Colombo Português-Novas Revelações, Ésquilo, Portugal, 2009 (ISBN-13: 978-9898092533)
- Colón. La Historia Nunca Contada, Ésquilo, Espanha, 2010 (ISBN-13: 978-9898092663)
- "COLOMBO PORTUGUÊS-Novas Revelações" [Edição Digital iPhone e Kindle Edition], Association Cristovao Colon, EUA 2012, (ASIN: B0077EGC7W)
- Kolumb. Historia Nieznana, Rebis, Polonia, 2012 (ISBN-13: 978-8375107227)
- COLOMBO: História do Mistério, Censura e Invenção, (TOMO I - OS PONTOS CARDEAIS) [Edição Digital iPhone e Kindle Edition], Association Cristovao Colon, EUA 2013
- Kolumbas. Atskleistoji istorija, Charidbe, Lituânia, (ISBN-13: 978-9955739449)
- Desvendando enigmas e falsidades sobre Cristóvão Colon. Sua nobreza, a localização do forte Natividad, e verdadeiro destino de Santa Maria, e-Spanish Legal History Review, N.º 19, enero de 2015
- A will without a way. A critical review of how the Christopher Columbus Mayorazgo of 1498 continues to perpetrate a fraud against historians and history. e-Spanish Legal History Review, N.º 21 de junio de 2015.
- Columbus-The Untold Story, Outwater Media Group, New Jersey, 2016 (ISBN 978-0578179315)
- Colombo. Mistério Resolvido, Arandis Editora, Portugal, 2017
- Portugal e o Segredo de Colombo, Alma dos Livros, Portugal, 2019 (ISBN 9789898907615)
- ROZWIĄZANA TAJEMNICA KOLUMBA, SYNA WARNEŃCZYKA, Exemplum, Poland, 2020
- COLUMBUS IN THE CROSSWINDS, Comissão Cultural da Marinha, Portugal, 2024 (ISBN 9789899065185)
- 1494: D. João II e o Segredo do Brasil, Alma dos Livros, Portugal, 2024 (ISBN 9789895702732)
- COLUMBUS versus COLÓN: The weaver from Italy was not the navigator from Spain, Association Cristóvão Colón, Florida, USA, 2024 (ISBN 9798991521505)

## Premios
- Boston Globe Art Merit Award (1976)[12]
- Lockheed Martin Lightning Award (2002)[12]
- Special Recognition Award by The American Institute of Polish Culture (2015)[13]
- Independent Press Award in World History (2017)[14]
- Globe of Independence Award, The Polish America Travelers Club (New York, 2024)[15]